# Винни-Пух и день забот (мультфильм, 1968)
«Винни-Пух и день забот» (англ. Winnie the Pooh and the Blustery Day) — мультипликационный фильм, основанный на книгах о Винни-Пухе, написанных Аланом Александером Милном. Этот мультфильм, который стал вторым коротким фильмом о Винни-Пухе, был выпущен компанией The Walt Disney Company 20 декабря 1968 года как бонус к фильму «Лошадь в сером фланелевом пиджаке». Музыка к фильму была написана Ричардом М. Шерманом и Робертом Б. Шерманом. «Винни-Пух и день забот» в 1969 году выиграл «Оскар» в номинации «Лучший короткометражный сюжет и мультипликация». Короткометражный фильм также появляется как бонус на DVD: «Великое путешествие Пуха: В поисках Кристофера Робина».

## Сюжет
Винни отправляется на своё Место Для Раздумий. Придя туда, он начинает думать. От Суслика Винни-Пух узнаёт, что наступил День ветра, и отправляется к Пятачку, чтобы пожелать ему «Счастливого Дня ветра». Пятачок тем временем поднят в воздух сильными воздушными потоками. Винни-Пух хватается за подвязки его свитера, рассчитывая управлять Пятачком как воздушным змеем. К сожалению, его самого тянет и он поздравляет всех встречных с «Ветредой». В результате Пух и Пятачок попадают в гости к Филину. Пока Пух угощается, Филин рассказывает о своей родственнице, но из-за ветра его дом падает и ремонту не подлежит. Тогда Иа решается найти ему новый дом.
Вечером кто-то стучится в его дом. Пух открывает дверь, и на него прыгает Тигра. Он представляется Пуху, утверждая, что «он один такой». Затем Пух угощает его мёдом, но Тигре он не нравится. Он утверждает, что мёд — только для слонотопов и вузлов. Тигра уходит, а Пух решается сторожить свой мёд. Но он засыпает и ему снятся кошмары с вузлами и слонотопами. Проснувшись, Пух обнаруживает, что дождь усилился. Оказывается, затопило почти весь Лес. Пятачок пишет письмо с просьбой о помощи, кладёт его в бутылку и бросает её, но вскоре уплывает на стуле. Позже к нему присоединяется Пух, плывущий вниз головой в горшке. Все остальные приплыли к домику Кристофера Робина, кроме Иа, который до сих пор ищет дом для Совы. Ру находит бутылку с посланием. Кристофер Робин отправляет Филина найти Пятачка. Он находит его и начинает воодушевлять. Но впереди водопад, и герои падают. В результате Пух оказывается на стуле, а Пятачок — в горшке. Кристофер Робин сообщает, что Пух спас Пятачка, и устраивает праздник в его честь. В разгар торжества является Иа и сообщает, что нашёл дом для Филина. Им оказывается дом Пятачка. Пятачок отдаёт свой домик Филину, а Пух переселяет его к себе. И таким образом они оба становятся героями. И в конце их подбрасывают на простыне.

## Песни
1. «Винни-Пух», авторы музыки Ричард и Роберт Шерман
2. «Сумасшедший день забот», авторы музыки Ричард и Роберт Шерман
3. «Замечательная вещь о тиграх», авторы музыки Ричард и Роберт Шерман
4. «Слонопотамы и Вузлы», авторы музыки Ричард и Роберт Шерман
5. «Дождь, прекратись!», авторы музыки Ричард и Роберт Шерман
6. «Ура Винни-Пуху!», авторы музыки Ричард и Роберт Шерман

## Роли озвучивали
| Актёр             | Роль            |
| ----------------- | --------------- |
| Стерлинг Холлоуэй | Винни-Пух       |
| Себастьян Кэбот   | Рассказчик      |
| Джон Фидлер       | Пятачок         |
| Пол Уинчелл       | Тигра           |
| Джуниус Мэтьюс    | Кролик          |
| Хэл Смит          | Филин           |
| Клинт Ховард      | Ру              |
| Ральф Райт        | Иа-Иа           |
| Ховард Моррис     | Суслик          |
| Джон Уэлмсли      | Кристофер Робин |